# Cephalogonalia flabellula
Cephalogonalia flabellula är en insektsart som först beskrevs av Jacobi 1905.  Cephalogonalia flabellula ingår i släktet Cephalogonalia och familjen dvärgstritar. Inga underarter finns listade i Catalogue of Life.